# دوليجنا ديل كوليو
دوليجنا ديل كوليو، (بالإنجليزية: Dolegna del Collio)‏، (السلوفينية:Dolenje)، هي (بلدية) في مقاطعة غوريتسيا في المنطقة الإيطالية فريولي فينيتسيا جوليا ، وتقع على بعد حوالي 50 كم (31 ميل) شمال غرب ترييستي وحوالي 15 كيلومترا (9 ميل) شمال غرب غوريتسيا ، على الحدود مع سلوفينيا. اعتبارا من 31 ديسمبر 2004 ، كان عدد سكانها 419 وتبلغ مساحتها 12.5 كيلومتر مربع (4.8 ميل مربع).

## السكان
في سنة 1871 بلغ عدد السكان  نسمة، وتطور العدد ليصل في سنة 2011 لـ 390 نسمة.
يظهر هذا المخطط البياني تطور النمو السكاني لـ دوليجنا ديل كوليو